# Tangsimekar
Tangsimekar is een bestuurslaag in het regentschap Bandung van de provincie West-Java, Indonesië. Tangsimekar telt 7947 inwoners (volkstelling 2010).